# モクレレ航空
モクレレ航空（モクレレこうくう、Mokulele Airlines）はアメリカ合衆国の航空会社。同じくハワイ州を拠点としているgo!とともに、共同持ち株会社「go!モクレレ航空」の傘下にある。

## 概要
1998年に開業した。現在は共同持ち株会社の「go!モクレレ」傘下の航空会社として、ハワイ州ホノルル市にあるホノルル国際空港をハブ空港とし、ハワイ州内のハワイ島（コナ国際空港）、マウイ島（カフルイ空港）などを結ぶ「インターアイランド」路線を運航している。なお、「モクレレ」とはハワイ語で飛行機の意味である。

## 略歴

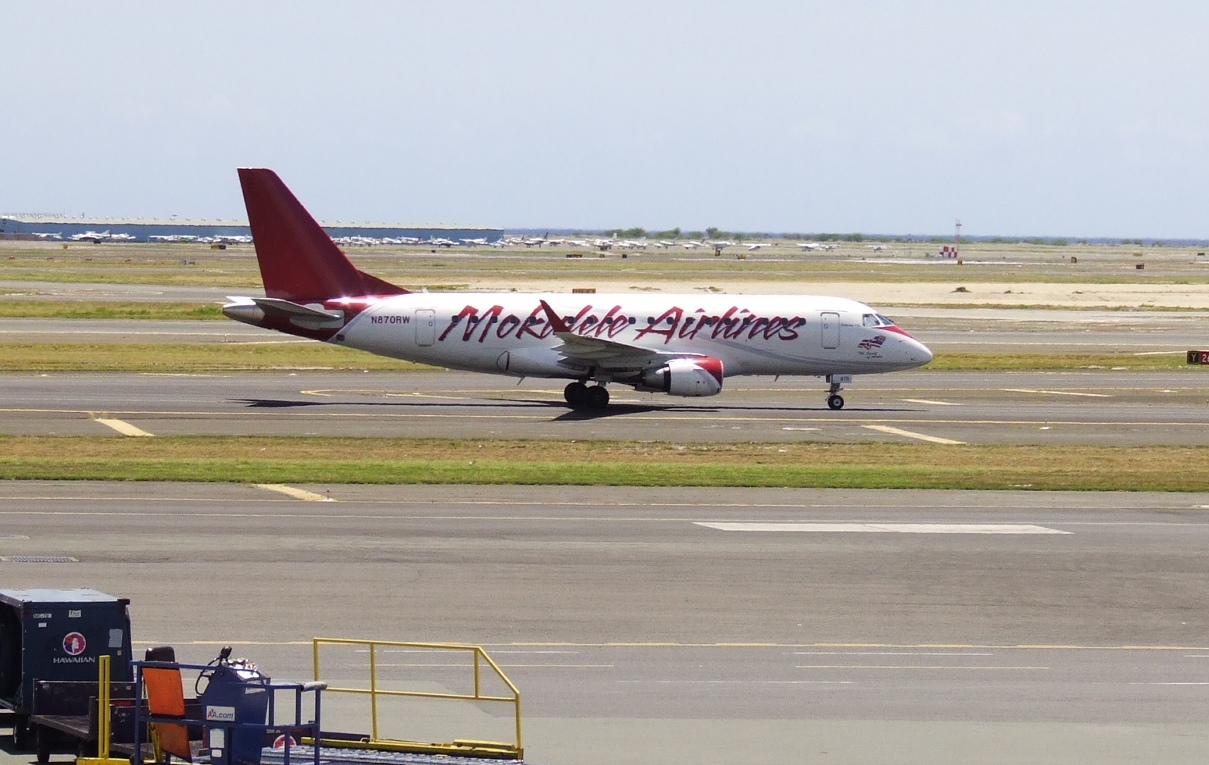
エンブラエル170

1998年に、カウェイヒ・イナバにより「モクレレ・エア・サービス」として設立された。2005年にボイヤー・インダストリーズ傘下に入り、メサ航空によって運航されている格安航空会社の「go!」と提携し、「go!エキスプレス」のブランド名で、自社のセスナ・グランドキャラバン機によりカパルアとモロカイ島、ラナイ、ホノルルを結ぶ便を開設した。
2008年3月31日におきたアロハ航空の全便運航中止と解体を受けて、ジェット機による高頻度運航への参入を模索し、同年10月にはリパブリック航空と提携し、同社傘下の「リパブリック・シャトル・アメリカ」のエンブラエル170型機により「インターアイランド」路線の運航を開始した。
2008年10月には、シアトルを本拠に運行するアラスカ航空と、カナダのウェストジェット航空とパートナーシップ契約を結ぶことを発表し、両社とコードシェア運航を行うとともに、マイレージ付与などのサービスも行っている。
2009年10月には、リパブリック航空とメサ航空が協議を行った結果、両社の傘下のモクレレ航空とgo!が共同持ち株会社「go!モクレレ」を設立し、同社の傘下に入ることが発表された。現在はモクレレ航空のブランドで運行している。

## 寄港地
- ホノルル
- カフルイ
- コナ
- ラナイ
- モロカイ

## 運航機材
- エンブラエル170
- セスナ・グランドキャラバン